# Madope auferens
Madope auferens là một loài bướm đêm thuộc họ Noctuidae. Nó được tìm thấy ở Úc, bao gồm Queensland.
Sải cánh dài khoảng 30 mm. Con trưởng thành có màu nâu nhạt với một số đốm ở trên mỗi cánh.